# Tratado de Elche

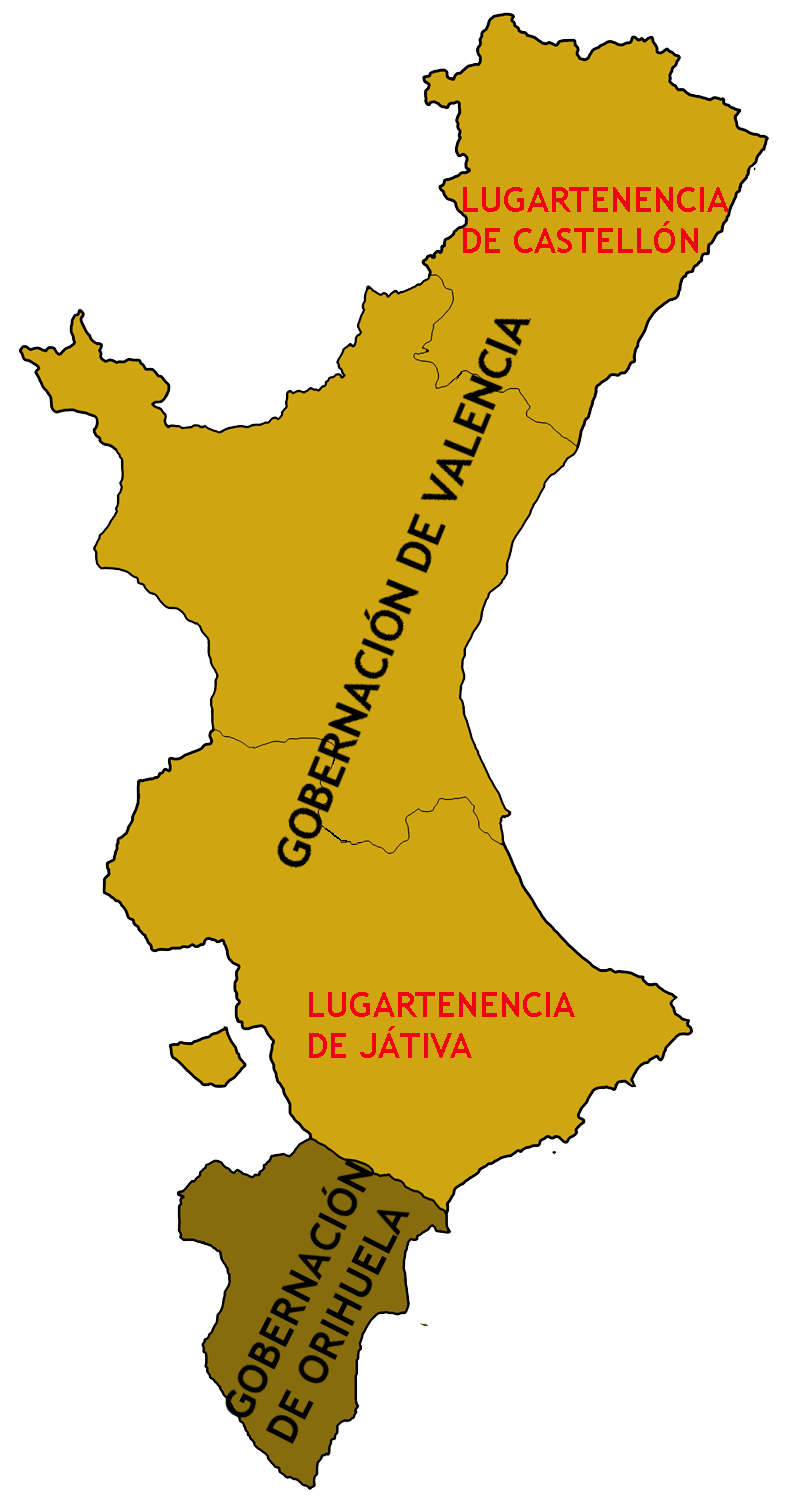
Los territorios asignados al reino de Aragón tras la Sentencia Arbitral de Torrellas y el tratado de Elche conformaron la Procuraduría General de Orihuela.

El Tratado de Elche fue un acuerdo suscrito entre los representantes de los reyes Fernando IV de Castilla y Jaime II de Aragón en la ciudad de Elche, el día 19 de mayo de 1305. En dicho acuerdo se concretó la repartición del reino de Murcia, cuyo territorio fue dividido entre las coronas de Aragón y Castilla, que había sido acordada en la Sentencia Arbitral de Torrellas, pronunciada en 1304.

## Antecedentes
Para dar solución a los inconvenientes derivados del reparto del territorio murciano, acordado en la Sentencia Arbitral de Torrellas, y a otras cuestiones menores, se acordó la entrevista de Fernando IV  y Jaime II en el monasterio de Santa María de Huerta, localizado en la provincia de Soria. Dicha entrevista tuvo lugar el día 26 de febrero de 1305, y a ella asistieron los reyes de Castilla y Aragón, el infante Juan de Castilla "el de Tarifa", Juan Núñez de Lara el Menor, Don Juan Manuel, Violante Manuel y su esposo el infante Alfonso de Portugal, el arzobispo de Toledo, y los obispos de Sigüenza y Oporto, entre otros. A cambio de la cesión de los señoríos de Elda y Novelda, que pasarían a ser de la Corona de Aragón, Violante Manuel, hermana de Don Juan Manuel, recibió los señoríos de Arroyo del Puerco y de Medellín de manos de Fernando IV de Castilla, quien cedió al mismo tiempo a Don Juan Manuel el señorío y el castillo de Alarcón como compensación por su renuncia a la posesión de Elche. Don Juan Manuel tomó posesión de la villa de Alarcón el 25 de marzo de 1305.
Por su parte, Jaime II de Aragón, a pesar de la insistencia de Fernando IV, se negó a entregar el señorío de Albarracín a Juan Núñez de Lara el Menor, señor de Lara, quien culpó de ello a la escasa influencia ejercida por su hasta entonces aliado, el infante Juan de Castilla "el de Tarifa", de quien comenzó a distanciarse. Por otra parte, Fernando IV y Jaime II otorgaron poderes a Diego García de Toledo, canciller del sello de la Puridad, y a Gonzalo García, consejero del monarca aragonés, respectivamente, a fin de que ambos personajes concluyesen los términos del reparto del reino de Murcia entre ambos reinos, según lo dispuesto por la Sentencia Arbitral de Torrellas.

## Tratado de Elche

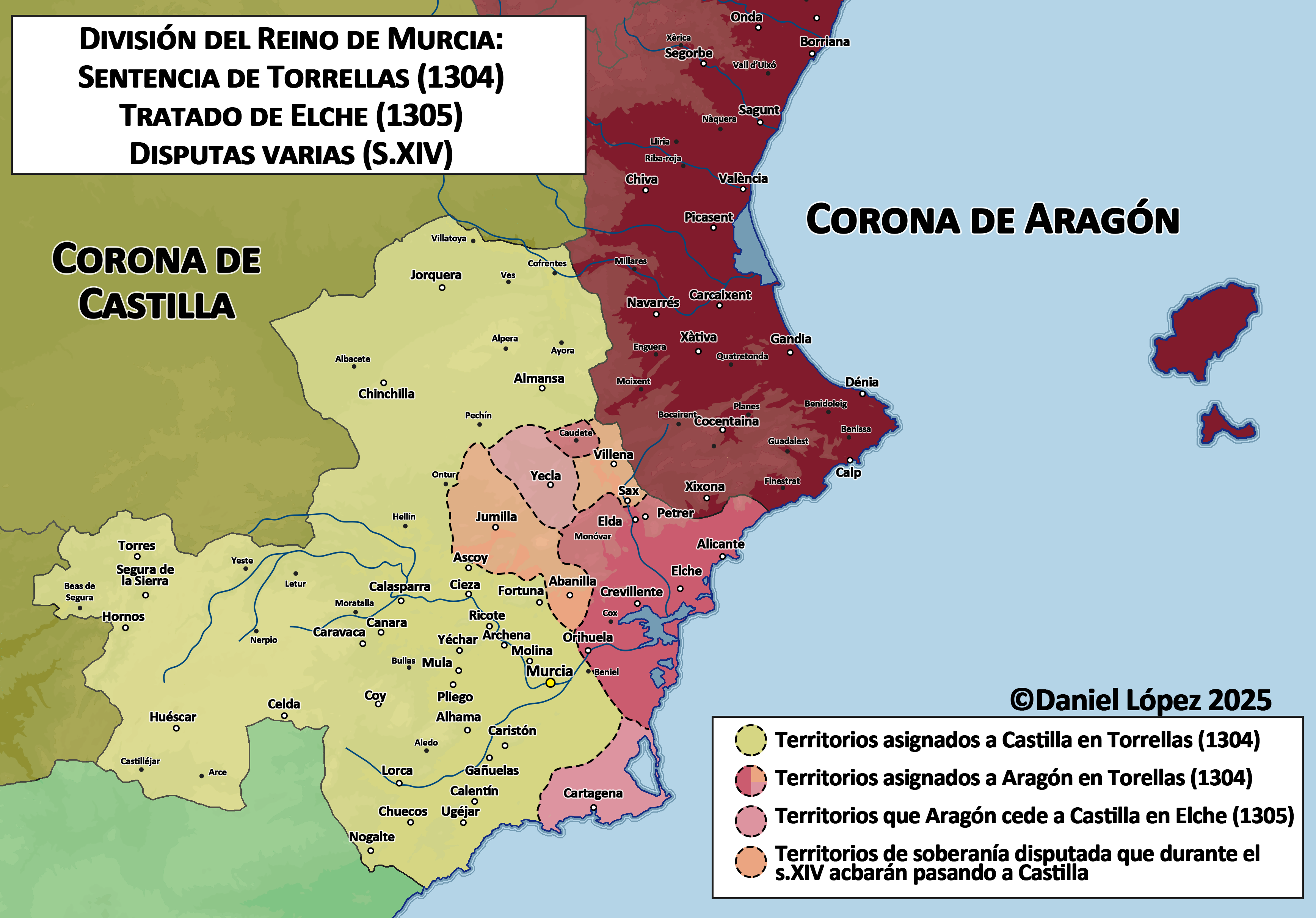
Cambios territoriales derivados de la Sentencia de Torrellas y el Tratado de Elche

Finalmente, los delegados de ambos monarcas llegaron a un acuerdo que fue plasmado en el tratado de Elche, suscrito el día 19 de mayo de 1305, y en el que se fijó de manera definitiva la frontera del reino de Murcia, que había sido dividido entre Castilla y Aragón. La línea divisoria entre los dos reinos se estableció entre Pechín (Montealegre del Castillo) y Almansa, pertenecientes a Fernando IV, y Caudete, que correspondería a Aragón. La línea divisoria establecida entre los dos reinos en el territorio de Murcia seguiría el curso del río Segura desde Cieza, correspondiéndole a Castilla la posesión de Murcia, Molina de Segura y Blanca, así como la ciudad de Cartagena, a la que Jaime II renunció por estar situada demasiado al sur del río Segura, y que pasó a pertenecer definitivamente a la corona de Castilla. No obstante, la cesión de la ciudad de Cartagena a Castilla fue realizada a condición de que Fernando IV respetase la propiedad de Don Juan Manuel sobre el señorío de Alarcón, a lo que el monarca castellano-leonés no se opuso. Al mismo tiempo, en el tratado de Elche se dispuso que el municipio de Yecla continuaría en poder de Don Juan Manuel, y que su jurisdicción correspondería a Castilla.
La partición del reino de Murcia, en la que no se tuvieron en cuenta los vínculos históricos de la región, significó que la parte norte correspondería al rey de Aragón, que procuró asimilarla inmediatamente con el resto de sus dominios, al tiempo que la parte sur del reino, incluyendo Cartagena y la propia ciudad de Murcia, pasaban a manos castellanas definitivamente.